# تیبور سلیمس
تیبور سلیمس (رومانیایی: Tibor Selymes؛ زادهٔ ۱۴ مهٔ ۱۹۷۰)  بازیکن سابق و مربی فوتبال اهل رومانی است.
از باشگاه‌هایی که در آن بازی کرده‌است می‌توان به باشگاه ورزشی لیماسول، باشگاه فوتبال دینامو بخارست، باشگاه فوتبال استاندارد لیژ، باشگاه فوتبال سرکل بروژ، باشگاه فوتبال اندرلشت، و باشگاه فوتبال دبرتسنی اشاره کرد.
وی همچنین در تیم ملی فوتبال رومانی بازی کرده‌است.